# Walther Bachmann
Franz Walther Bachmann (* 1. Juni 1874 in Dresden; † 8. Dezember 1938 ebenda) war ein deutscher Pianist.

## Leben und Wirken
Er war der Sohn des Dresdner Kaufmanns Franz Otto Bachmann und dessen Ehefrau Johanne Henriette geborene Kunz. Nach dem Schulbesuch schlug er eine musikalische Ausbildung am Königlichen Konservatorium in Dresden in der Klasse Kranz ein. Er wird 1901 erstmals als Klavierlehrer in Dresden genannt, wo er später eine Professur als Hochschullehrer für Klavier erhielt und 1906 den Titel königlicher Kammervirtuose verliehen bekam.
Mit dem Dresdener Konzertmeister Rudolf Bärtich und dem Violoncellisten Arthur Stenz bildete Bachmann das Klaviertrio Bachmann, Bärtich, Stenz, das regelmäßig Konzerte im Dresdener Neustädter Kasino gab.
Der Walther-Bachmann-Preis wurde in den 1930er Jahren zur Nachwuchsförderung verliehen.